# Kokkantivaripalli, Srinivaspur
Kokkantivaripalli là một làng thuộc tehsil Srinivaspur, huyện Kolar, bang Karnataka, Ấn Độ.